# BC Boncourt
O BC Boncourt, também conhecido como BC Boncourt Red Team ou Jura Basket, é um clube profissional de basquetebol sediado na cidade de Boncourt, Suíça que atualmente disputa a LNA. Foi fundado em 1980 e manda seus jogos no Salle Sportive Boncourt com capacidade de 1.500 espectadores.

## Temporadas
| Temporada | Nível | Liga | Pos.              | Pós Temporada     | Competições Europeias | Competições Europeias |
| --------- | ----- | ---- | ----------------- | ----------------- | --------------------- | --------------------- |
| 2011–12   | 1     | LNA  | 7                 | Quartas de finais |                       |                       |
| 2012–13   | 1     | LNA  | 6                 | Quartas de finais |                       |                       |
| 2013–14   | 1     | LNA  | 6                 | Quartas de finais |                       |                       |
| 2014-15   | 1     | LNA  | 7                 |                   |                       |                       |
| 2015-16   | 1     | LNA  | 7                 | Quartas de finais |                       |                       |
| 2016-17   | 1     | LNA  | 9                 |                   |                       |                       |
| 2017-18   | 1     | SBL  | 6                 | Quartas de Finais |                       |                       |
| 2018-19   | 1     | SBL  | 8                 | Quartas de Finais |                       |                       |
| 2019-20   | 1     | SBL  | Pandemia Covid-19 | Pandemia Covid-19 |                       |                       |
| 2020-21   | 1     | SBL  | 7                 | Quartas de Finais |                       |                       |

fonte:eurobasket.com

## Títulos
- LNA

Campeões (2): 2003, 2004
- Copa da Suíça

Campeões (1): 2005